# 花上晃
花上 晃（はなうえ あきら、本名 同じ、1935年10月22日 - ）は、東京都出身の俳優。

## 人物・略歴
東京都立北園高等学校卒業後、劇団青俳、吉江企画を経て楡プロダクションに所属。
主に1970年代後半から1980年代に日活映画に多く出演していたほか、テレビの時代劇の悪役としても活躍した。

## 出演

### 映画
- 武士道残酷物語（1963年、東映）
- 暗殺（1964年、松竹）
- わたしのSEX白書 絶頂度（1976年）
- キャバレー日記（1982年、日活）
- 刺青 IREZUMI （1984年、日活）
- 鬼平犯科帳 劇場版 （1995年、松竹）

### テレビドラマ
- 日立劇場「紫7001工場」（1959年11月25日、KR）
- 黒百合城の兄弟（1961年、NHK）
- 東芝日曜劇場（第327回）「ふりむけばひとり」（1963年3月10日、TBS）
- NHK大河ドラマ（NHK）
  - 赤穂浪士（1964年） - 間瀬孫九郎
  - 竜馬がゆく（1968年） - 曽和伝左衛門
  - 新・平家物語（1972年） - 平長盛
  - 春の波涛（1985年） - 客 役
- 特命諜報207（1964年、NET）
- 徳川家康（1964年、NET）
- 新しき明日　石川啄木（1965年5月13日、NET）
- 新しい女（1965年6月10日、NET）
- 今井正アワー / 初夜（1966年、NET）
- 木下恵介アワー / もがり笛（1967年、TBS）
- お庭番（1968年、TBS）
  - 第1・2回「元禄十四年」（3月4日・3月11日）
  - 第3・4回「元禄十五年」（3月18日・3月25日）
  - 第27・28回「裏切り」（9月2日・9月9日）
- タケダアワー（TBS）
  - キャプテンウルトラ 第18話「ゆうれい怪獣キュドラあらわる」（1967年、東映） - クラキ
  - 怪奇大作戦 第10話「死を呼ぶ電波」（1968年、円谷プロ） - 小山内健二
- 銭形平次
  - 第122話「平次を消せ」（1968年） - 花火や七太郎
  - 第168話「紫陽花は知っている」（1969年） - 辰之助
  - 第573話「誰がための命」（1977年）
- フジ三太郎（1969年、TBS / 国際放映）
- 鬼平犯科帳（松本幸四郎）（1969年）第12話「妖盗葵小僧」 ‐ 小野千之介
- 花王 愛の劇場 / 愛の断崖（1975年、TBS）
- 燃えよ剣 （1970年、NET / 東映）
  - 第5話「祇園 島原」
  - 第16話「残月油小路」 - 吉辺敬助（浪人）
- 遠山の金さん捕物帳（NET / 東映）
  - 第9話「役者がほれた女」（1970年） - 芳次郎
  - 第122話「禁じられた恋の女」（1972年） - 木村辰馬
- 天皇の世紀 第11話「決起」（1971年11月13日、ABC） - 山県半蔵
- 大岡越前 第3部 第6話「狐火の五千両」（1972年7月17日、TBS / C.A.L） - 伝八
- ワイルド7 第20話「殺してやる!!」（1973年、NTV）
- 科学捜査官 第10話「執拗の炎を消せ!」（1973年、KTV / 松竹） - 西村
- 八州犯科帳 第1話「命を買った女」（1974年、CX / C.A.L） - 武蔵屋幸之助
- 鬼平犯科帳 (丹波哲郎) 第1話「用心棒」（1975年、NET / 東宝）
- 必殺シリーズ（ABC / 松竹）
  - 必殺仕置屋稼業 第7話「一筆啓上 邪心が見えた」（1975年） - 茂作
  - 必殺仕事人 第21話「子隠しで昔の恨みを晴らすのか?」（1979年10月5日） - 新次
- 桃太郎侍 第61話「浮世の水は辛かった!」（1977年、NTV） - 敬吉 ※高橋英樹版
- 大空港 第29話「戦慄! 空港VIP室占拠事件」（1979年、CX）  - 江川代議士の秘書
- 西部警察 (PART1) 第1・2話「無防備都市・前後編」（1979年10月14日・21日、ANB）
- 俺はあばれはっちゃく 第40話（1979年、テレビ朝日）
- サンキュー先生 第5話「もやしっ子の挑戦」（1980年、テレビ朝日） - 中島真一（浅野光伸）の父親
- 木曜ゴールデンドラマ「ある再婚　禁じられた愛のゆくえ」（1981年10月22日、YTV）
- 火曜サスペンス劇場（NTV）
  - 死の断崖（1982年1月26日）
  - 刑事・鬼貫八郎
    - 第1作「死びとの座」（1993年3月9日）
    - 第2作 「擬装心中」（1993年11月30日）
- 月曜ドラマランド（CX）
  - 長谷川町子のいじわる看護婦3　目には目を！奮闘さくら海を行く!（1983年8月22日）
  - 長谷川町子のいじわる看護婦スペシャル4 年の瀬の診察室は恋のうわさでピンク色!（1983年12月26日）
  - いじわる看護婦2　君はハレー彗星を見たか!（1985年12月23日）
- 新大江戸捜査網 第642話「走れ炎のごとく新隠密軍団」（1984年、TX） - 角屋
- 弐十手物語 第10話「女の甘い罠」（1984年、CX / 東映）
- 特捜最前線 第425回「あるサラリーマンの死!」（1985年7月24日、ANB）
- ザ・ハングマンIV 第23話「美人レジが金塊密輸の手先にされる」（1985年） - 松浦雄次
- 暴れん坊将軍シリーズ（ANB / 東映）
  - 暴れん坊将軍III
    - 第69話「浮世哀しやあだ花の女!」（1989年） - 川波屋

  - 暴れん坊将軍IV
    - 第10話「天下御免のくいしん坊侍」（1991年） - 国家老・坂崎重兵衛
    - 第41話「土くれ愛妻武士道」（1992年） - 勘定方・的場忠左衛門
    - 第74話「献上雪が飛び散った」（1992年） - 越後相良藩藩主・長谷川伊賀守

  - 暴れん坊将軍V
    - 第16話「おんな事件屋、江戸を斬る!」（1993年） - 源之丞
    - 第43話「天下を正した切腹訴状」（1994年） - 上野高崎藩江戸留守居役・高木武兵衛

  - 暴れん坊将軍VI
    - 第27話「炎上! 大奥の恋」（1995年） - 旗本・牧原四郎兵衛
    - 第42話「黄金地蔵が呉れたお母ちゃん」（1995年） - 物産問屋・三国屋仁助

  - 暴れん坊将軍VII
    - 第11話「魔剣! 鮮血の花嫁」（1996年） - 日野屋市兵衛 役
- ザ・ハングマンV 第18話「マル秘取材のお嬢さん記者が襲われる!」（1986年6月13日、ABC) - 西沢文雄
- 花王名人劇場（KTV / 東阪企画）
  - 裸の大将
    - 第23話「 清と島の花嫁さん」（1987年7月12日）
    - 第40話「清と夢のチューリップ」（1990年7月1日）
    - 第41話「遠い国ニッポン」（1990年7月8日）
    - 第60話「清の鼻から八女提灯」（1993年4月11日）
    - 第73話「清とサクランボ娘」（1995年5月7日）
- 男と女のミステリー / 幻の殺意（1990年1月26日、CX）
- 鬼平犯科帳（CX / 松竹） ※中村吉右衛門版
  - 第1シリーズ 第26話「流星」（1990年2月21日） - 籔原の伊助
  - 第2シリーズ 第11話「四度目の女房」（1991年1月20日） - 仁吉
  - 第3シリーズ 第15話「炎の色」（1992年4月1日） - 袖巻の半七
  - 第4シリーズ 第19話「おしゃべり源八」（1993年5月12日） - 仁助
  - 第5シリーズ 第10話「浅草・鳥越橋」（1994年6月22日） - 音吉
  - 第9シリーズ 第4話「一本饂飩」（2001年） - 嘉助
- 銭形平次（CX / 東映） ※北大路欣也版
  - 第5シリーズ 第6話「遠眼鏡の中の女」（1995年） - 清水屋弥助
  - 第7シリーズ 第2話「白い脅迫状」（1998年） - 文六
- 土曜ワイド劇場 （ANB）
  - 人間の十字架（1996年9月28日）
  - 作家 小日向鋭介の推理日記
    - 第1作「闇に潜む殺意」（1997年8月23日）
    - 第3作「呪われた文学賞」（1999年2月13日）

  - 高橋英樹の船長シリーズ
    - 第9作「愛と死の殺人海流」（1997年9月27日） - 東田事務長
    - 第12作「殺意の密室航路」（2000年12月2日） - 坂口成治

  - 赤い車から消えた女!（1998年8月29日） - 小高巡査
  - 警視庁女性捜査班（1999年1月30日） - 山際刑事部長
- 新・御宿かわせみ（1997年、ANB）
- 剣客商売 （CX） ※藤田まこと版
  - 第1シリーズ 第8話「嘘の皮」（1998年） - 村松伊織の父
  - 第5シリーズ 第4話「狐雨」（2004年） - 磯野儀助
- 金曜エンタテイメント / 山村美紗サスペンス　京都祇園芸妓シリーズ5　茶の湯家元殺人事件（1999年4月2日、CX）
- 女と愛とミステリー / 松本清張特別企画・ガラスの城（2001年1月31日、TX） - 山根吉郎